# Anticlea vaginata
Anticlea vaginata är en nysrotsväxtart som beskrevs av Per Axel Rydberg. Anticlea vaginata ingår i släktet Anticlea och familjen nysrotsväxter. Inga underarter finns listade.

## Bildgalleri

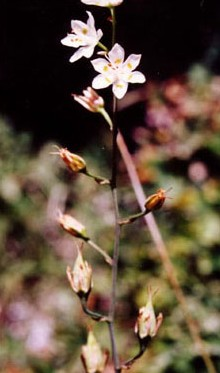